# Tony Robbins
Anthony Robbins (Hollywood, Kalifornia, 1960. február 29. –) amerikai vállalkozó, író és előadó, akit a Harvard Business Press beválasztott a világ Top 200 Business Guruja közé. Szemináriumaival mára több mint 4 millió embert ért el a világ 100 országából. Tanácsaival látta el többek között Diána hercegnét, Anthony Hopkinst, Bill Clintont, Andre Agassit, az NBA és az NHL sztárjait is. Ezek mellett öt bestseller sikerkönyvet írt.

## Élete és munkássága
Anthony Robbins 1960. február 29-én született Anthony J. Mahavorick néven Hollywoodban, Kalifornia államban.
Tanulmányait a Glendora High School-ban végezte, majd fiatalon dolgozni kezdett Jim Rohnnak, a híres Amerika motivációs előadónak.
Ezt követően hamar saját vállalkozásba kezdett személyiségfejlesztő trénerként és az NLP módszerrel (Neuro Lingivisztikus Programozás) kezdett foglalkozni.
1983-ban saját szemináriumokat indított, amiknek része volt egy tűzön járás félelem leküzdő gyakorlata is, aminek köszönhetően hamar híre ment. Ezt követően élő képzések és infotermékek egész sorozatait indította el, melyekkel mára több, mint 4 millió embert ért el világszerte.
1991-ben megalapította Anthony Robbins Foundation nevű alapítványát, amely több, mint 2 millió élelmiszer kosarat oszt szét a rászorulók között évente. E mellett több önsegítő programot működtet iskolákban, egészségügyi intézményekben és börtönökben is.
1997-ben útjára indította Leadership Academy című szemináriumait.
2010-ben indult el a Breakthrough with Tony Robbins című TV-s valóságshow-ja. Ezen a TV show-n keresztül a nézők végig követhették, ahogy a műsor résztvevői szembe néznek és legyőzik személyes kihívásaikat. Az ABC csatorna két epizód után levette a műsorról alacsony nézettségre hivatkozva, majd 2012-ben az OWN Network újra műsorra tűzte.

## Eredményei
- A világ TOP 50 üzleti értelmiségi embere közé sorolta az Accenture (2002)
- A világ TOP 200 üzleti guruja közé választotta a Harvard Business School (2003)
- A Forbes magazin beválasztotta a TOP 100 híresség közé (2007)
- A The Richest magazin 2016-ban a világ 10 legvagyonosabb önfejlesztő guruja listáján az első helyre sorolta, 480 millió dolláros vagyonával.[4]

## Megjelent könyvei
Anthony Robbins nemzetközi bestseller író, 4 könyve jelent meg 14 nyelven:
- Egy barát üzenete – Hatékony útmutató életed irányításához (2011) Kiadó: Bioenergetic Kiadó, Terjedelem: 122 oldal, ISBN 9789632910468
- Óriási léptek – Látványos eredmények apró változtatásokkal – Segítő gondolatok az év minden napjára (2012) Kiadó: Bioenergetic Kiadó, Terjedelem: 186 oldal, ISBN 9789632910925
- Ébreszd fel a benned szunnyadó óriást! (2008) Kiadó: Bioenergetic Kiadó, Terjedelem: 552 oldal, ISBN 9789639652569
- Határtalan siker (2008) Kiadó: Bioenergetic Kiadó, Terjedelem: 400 oldal, ISBN 9789639652347

## Élő szemináriumai
- Unleash the Power Within (UPW) 4 napos szeminárium

Ez a rendezvény ismeretes a híres tűzönjárás élményéről, ahol a résztvevők egy koncentrációs gyakorlatot követően forró parázsszőnyegen sétálnak úgy, hogy közben nem égetik meg a talpukat.
- Mastery University, ami egy három szemináriumból álló sorozat, melyek nem mindegyikét tartja Tony személyesen:

- Life Mastery: témája az egészséges életmód
- Wealth Mastery: témája a résztvevők vagyoni helyzetének javítása
- Date With Destiny: E szeminárium célja, hogy a résztvevők tisztába kerüljenek az értékeikkel, a céljaikkal az életük minden fontosabb területén.
- Leadership Academy, amelynek témája a vezetői képességek oktatása
- Business Mastery, amely az üzleti élet vezetői számára nyújt tudást és eszközöket, hogy növekedni tudjanak az irányított vállalkozásaik

## Magyarul
- Határtalan siker. A személyes eredményesség új tudománya; ford. Dobrocsi László; Bioenergetic, Bp., 2007
- Ébreszd fel a benned szunnyadó óriást! Hogyan változtassuk meg szellemi, érzelmi és fizikai körülményeinket?; ford. Sallay Katalin; Bioenergetic, Bp., 2008
- Egy barát üzenete hatékony útmutató életed irányításához; ford. Németh Gábriel; Bioenergetic, Bp., 2010
- Óriás léptek átványos eredmények apró változtatásokkal : segítő gondolatok az év minden napjára; ford. Németh Gábriel; Bioenergetic, Bp., 2011